# Jack Endino
Jack Endino, född Michael M. Giacondino 1964 i Seattle, Washington, USA, är en amerikansk musiker och musikproducent. Endino var länge i samarbete med skivbolaget Sub Pop och associeras ofta med grungemusiken, som hade sin storhetstid under 1980- och 1990-talet. Endino har arbetat med musikalbum för band såsom Mudhoney, Soundgarden och Nirvana. Endino har i dagsläget släppt tre stycken soloalbum: Angle of Attack (1989), Endino's Earthworm (1993) och Permanent Fatal Error (2005). 
Endino var även med och grundade rockbandet Skin Yard 1985. Bandet fick aldrig något stort kommersiellt genombrott, men det influerade andra band såsom Soundgarden, Screaming Trees, The Melvins och Green River.